# سانی‌اسلوپ، شهرستان بیوت، کالیفرنیا
سانی‌اسلوپ (به انگلیسی: Sunnyslope) یک منطقهٔ مسکونی در ایالات متحده آمریکا است که در شهرستان بیوت، کالیفرنیا واقع شده‌است. سانی‌اسلوپ ۱۶۷ متر بالاتر از سطح دریا واقع شده‌است.